# 胸焦がす...
「胸焦がす...」（むねこがす）は、DA PUMPの21枚目のシングル。2004年9月15日発売。

## 解説
- ISSAが出演したトリンプ・インターナショナル「天使のブラ」CMソング。
- 売り上げ枚数は2万425枚。
- PVの内容は、4人がそれぞれ別のバイトをしながら一緒にダンサーへの夢を追うという設定になっており、自身初となるストーリーものとなっている。
- 「CD」と「CD + DVD」の2形態で発売された。
- 第46回日本レコード大賞金賞を受賞。
- 今作は「胸焦がす…(MUNE KOGAS)」として韓国でも発売された[1]。
- 2004年9月24日ポップジャムに出演。
- 2004年9月25日COUNT DOWN TVに出演。

## 収録曲
1. 胸焦がす...(6:01)
2. 今夜君と(4:23)
3. 当たり前の日々(4:43)
4. 胸焦がす...～Angel Version～(4:05)
5. 胸焦がす...（Back Track）(5:52)
6. 今夜君と（Back Track）(4:19)
7. 当たり前の日々（Back Track）(4:44)

全作詞・作曲・編曲：DA PUMP

## 収録アルバム
- LEQUIOS (#1、Album Version)
- Da Best of Da Pump 2 plus 4 (#1)